# Штода, Даниил Александрович
Дании́л Алекса́ндрович Што́да (род. 13 февраля 1977, Ленинград, СССР) — российский оперный певец (тенор), солист Мариинского театра. Народный артист Республики Северная Осетия — Алания (2007)

## Биография
Родился в семье артистов. В 1994 году с отличием окончил Хоровое училище имени М. И. Глинки.
В возрасте 13 лет исполнил в спектакле Мариинского театра «Борис Годунов» партию царевича Феодора.
С 1998 года — солист Академии молодых певцов Мариинского театра. В 2000 году окончил Санкт-Петербургскую государственную консерваторию им. Н. А. Римского-Корсакова (класс Л. Н. Морозова). Стажировался в «Метрополитен Опера». С 2007 года — солист Мариинского театра.
Много гастролирует в Европе, США и Канаде, в частности, выступал в оперных театрах Лос-Анджелеса и Гамбурга, в Карнеги-холл, на фестивале Бриттена (Англия).
Сотрудничал с такими дирижёрами, как Валерий Гергиев, Клаудио Аббадо, Зубин Мета.

## Дискография
- 2001 — «Фальстаф», дирижёр Клаудио Аббадо (Фентон)
- 2003 — «Гамлет», дирижёр Бертран де Бийи (Лаэрт)
- 2005 — «Путешествие в Реймс», дирижёр Валерий Гергиев (Граф Либенскопф)
- 2006 — «Фальстаф», дирижёр Зубин Мета (Фентон)

## Награды и премии
- 1998 — дипломант и обладатель специального приза «Надежда» XI Международного конкурса им. П. И. Чайковского,
- 1999 — III Международный конкурс молодых оперных певцов им. Н. А. Римского-Корсакова (Санкт-Петербург, Дипломант и обладатель специального приза)
- 1999 — лауреат Международного конкурса молодых оперных певцов Елены Образцовой (Санкт-Петербург, II премия)
- 2000 — Лауреат IV Международного конкурса молодых оперных певцов им. Н. А. Римского-Корсакова (Санкт-Петербург, Гран-при)
- 2001 — Лауреат международного конкурса им. Монюшко (Польша)
- 2002 — Международный конкурс Пласидо Доминго (Operalia, The World Opera Competition, Лос-Анджелес, 2 место)
- 2007 — Народный артист Республики Северная Осетия—Алания.